# プリズン・ブレイク (第1シーズン)
アメリカ合衆国のテレビシリーズ『プリズン・ブレイク』の第1シーズンは、フォックスにより2005年8月29日月曜の午後9時（EST）より放送が始まった。『プリズン・ブレイク』はアデルスタイン＝パローズ・プロダクションズがオリジナル・テレビジョンと20世紀フォックステレビジョンの協力で製作した。第1シーズンは全22話が2006年5月15日までに放送された。
『プリズン・ブレイク』は冤罪を訴える死刑囚の兄と彼を脱獄させるために綿密な計画を立てて意図的に投獄された天才的な弟を中心に描かれる。
第1シーズンのメインキャストは10人に及び、この他にも多数の脇役が登場する。撮影のほとんどはシカゴで行われ、舞台となるフォックスリバーには2002年に閉鎖されたジョリエット刑務所が使われた。第1シーズンのDVDのリージョン1は2006年8月8日に発売された。

## 製作

### スタッフ
シーズンはアデルスタイン＝パローズ・プロダクションズがオリジナル・テレビジョンと20世紀フォックステレビジョンの協力のもとに製作した。エグゼクティブ・プロデューサーは発案者のポール・シェアリングの他、マーティ・アデルスタイン、ニール・H・モリッツ、ドーン・パローズ、ブレット・ラトナー、マット・オルムステッドが務めた。スタッフライターはシェアリング、共同エグゼクティブ・プロデューサーのニック・サントーラとザック・エストリン、スーパーバイジング・プロデューサーのカリン・アッシャーとオルムステッドが務めた。シーズンのエピソードの監督はボビー・ロス、ジェイス・アレクサンダー、マット・アール・ビーズレイ、ドワイト・H・リトルらが務めた。音楽はラミン・ジャヴァディが作曲した。

### 撮影
第1シーズンの多くはシカゴとその周辺で撮影された。2002年に閉鎖されたジョリエット刑務所は2005年に『プリズン・ブレイク』のセットとなり、フォックスリバー州立刑務所として使われた。リンカーンの房、診療室、刑務所の庭は全て刑務所内でロケが行われた. リンカーンの房には連続殺人犯のジョン・ゲイシーのものが使われ、スタッフの一部には幽霊の存在を恐れて中に入るのを拒む者もいた。
刑務所内の一般房や独房はセットが組まれた。実際の一般房は2階であったが3階建てのセットが組まれ、俳優とカメラがより動けるスペースを確保するために本物より広い房が作られた。外の場面はイリノイ州シカゴ、ウッドストック、ジョリエット周辺で撮られた。またシカゴのオヘア国際空港とカナダのオンタリオ州トロントもロケ地となった。
『プリズン・ブレイク』は1話あたり200万ドルをイリノイ州に支払い、2005年で総額2400万ドルに及んだ。

## キャスト

### メイン
- ドミニク・パーセル - リンカーン・バローズ（英語版）
- ウェントワース・ミラー - マイケル・スコフィールド
- ロビン・タニー - ベロニカ・ドノバン
- ピーター・ストーメア - ジョン・アブルッチ
- アマウリー・ノラスコ - フェルナンド・スクレ
- マーシャル・オールマン - リンカーン・"LJ"・バローズ
- ウェイド・ウィリアムズ - ブラッド・ベリック刑務長
- ポール・アデルスタイン - ポール・ケラーマン・シークレットサービス捜査官
- ロバート・ネッパー - セオドア・"ティーバッグ"・バッグウェル
- ロックモンド・ダンバー - ベンジャミン・マイルズ・"シーノート"・フランクリン（英語版）
- サラ・ウェイン・キャリーズ - サラ・タンクレディ博士

### リカーリング
- ステイシー・キーチ - ヘンリー・ポープ刑務所長
- フィリップ・エドワード・ヴァン・リア（英語版） - ルイス・パターソン刑務官
- フランク・グリロ - ニック・サブリン
- ミューズ・ワトソン - チャールズ・ウエストモアランド
- クリスチャン・ストールティ（英語版） - キース・ストールティ刑務官
- マック・ブラント（英語版） - マック・アンドリュース刑務官
- パトリシア・ウェティグ - キャロライン・レイノルズ副大統領
- ダニー・マッカーシー（英語版） - ダニエル・ヘイル・シークレットサービス捜査官
- デュション・モニーク・ブラウン - ケイティ・ウェルシュ看護師
- レイン・ギャリソン - デヴィッド・"トゥイーナー"・アポルスキス
- マット・デカロ - ロイ・ギアリー刑務官
- ミシェル・フォーブス - サマンサ・ブリンカー
- ジョセフ・ヌネズ - マンチェ・サンチェス
- アンソニー・フレミング - トランペッツ
- サイラス・ウィアー・ミッチェル - チャールズ・"ヘイワイヤー"・パトシック
- カミーユ・グアティ - マリクルース・デルガド
- ジョン・ハード - フランク・タンクレディ知事
- ピーター・J・レインマン（英語版） - ガス・フィオレロ
- ジェサリン・ギルシグ - リサ・リックス
- アル・サピエンザ（英語版） - フィリー・ファルゾーニ
- ジョン・ビリングズリー - テレンス・ステッドマン
- マイケル・ガストン - クイン
- ブレイン・ホーガン - セス・"チェリー"・ホフナー
- フィリップ・レイバーン・スミス - エイドリアン・リックス
- ホリー・ヴァランス - ニカ・ヴォレク
- ロバート・マイケル・ボー（英語版） - クリストファー・トロキー
- アンソニー・ジョン・デニソン - アルド・バローズ
- マイク・ジョーンズ（英語版） - ダリウス・モーガン
- K・K・ドッズ（英語版） - スーザン・ホルランダー

## 評価

### 批評家の反応
Metacriticは32件の批評家レビューで加重平均値を65/100とした。

### 視聴率
2時間に及ぶ初回は約1050万人の視聴者を獲得し、フォックスとしては「1998年9月の『メルローズ・プレイス』と『アリー my Love』以来最高の夏時間の月曜」となった。第1シーズンでは平均1000万人の視聴者を獲得し、第13話「決行!」では最高となる1200万人に及んだ。『プリズン・ブレイク』は当初13話構成の予定であったが、好評のために9話追加された。

## エピソード
| 通算 話数 | シーズン 話数 | タイトル                                                      | 監督                               | 脚本                                                                         | 放送日         | 製作 番号 | アメリカ合衆国視聴者数 (百万人) |
| --- | ------------- | ------------------------------------------------------------- | ---------------------------------- | ---------------------------------------------------------------------------- | -------------- | --------- | ------------------------------- |
| 1 | 1             | "マイケル" "Pilot"                                            | ブレット・ラトナー                 | ポール・シェアリング                                                         | 2005年8月29日  | 1AKJ79    | 10.51                           |
| マイケル・スコフィールドは無実の罪で死刑宣告を受けた兄のリンカーン・バローズを脱獄させるための入念な計画の一環でフォックスリバー州立刑務所に自ら投獄される。マイケルは同房者のスクレから刑務所を案内される。マイケルはジョン・アブルッチに近づいて刑務作業（PI）に加わり、サラ・タンクレディ医師に会って誘惑しようとする。刑務所長のヘンリー・ポープはマイケルに妻との結婚記念日に向けたタージ・マハルの模型の作成を依頼する。マイケルは所内でリンカーンと再会し、自らの身体に彫ったタトゥーに刑務所の設計図が隠されていることを示す。 |               |                                                               |                                    |                                                                              |                |           |                                 |
| 2 | 2             | "アレン" "Allen"                                              | マイケル・W・ワトキンス            | ポール・シェアリング                                                         | 2005年8月29日  | 1AKJ01    | 10.51                           |
| 刑務所内で黒人と白人の囚人たちによる人種間暴動の気配が漂い始める。マイケルは中立を貫こうとしたが、不可能であると知る。マイケルは入手したボルトを削って六角棒に変え、自身の房内の洗面台のネジを外す。ティーバックは暴動中にマイケルが自身の同房者を殺害したのだと誤解する。マイケルはシーノートが調達した薬品を使い、サラの診療室に定期的に行けるようになる。一方でベロニカはリンカーンのテレンス・ステッドマン殺害事件の調査を続ける。エピソードの終わりにアブルッチは自分を裏切った者の情報をいち早く引き出すためにマイケルを拷問する。 |               |                                                               |                                    |                                                                              |                |           |                                 |
| 3 | 3             | "セルテスト" "Cell Test"                                      | ブラッド・ターナー                 | マイケル・パヴォーネ                                                         | 2005年9月5日   | 1AKJ02    | 8.49                            |
| マイケルは同房者のスクレが脱獄計画を秘密にできる人物かどうかを試す。スクレはマイケルのテストを合格するが、彼は脱獄計画への関与を拒否する。ティーバックはマイケルへの復讐のためにアブルッチを手を組もうとするが撃退され、アブルッチはマイケルを脅すよりも協力関係を結ぶことでマイケルからフィボナッチの情報を引き出そうとする。ベロニカはステッドマン殺害事件の情報を持っている女性と接触するが、その彼女はシークレットサービス・エージェントのポール・ケラーマンにより殺される。 |               |                                                               |                                    |                                                                              |                |           |                                 |
| 4 | 4             | "腐食" "Cute Poison"                                          | マット・アール・ビーズレイ         | マット・オルムステッド                                                       | 2005年9月12日  | 1AKJ03    | 9.15                            |
| マイケルは新しい同房者のヘイワイヤーと会い、彼はタトゥーの秘密を探ろうとする。スクレは従兄弟のヘクターが婚約者を横取りしようとしていると知り、脱獄計画への参加を決意する。マイケルは再び同房となったスクレと共に作業を進め、アブルッチが調達した除草剤などを使って房の裏の配管を腐食させる。一方でベロニカは協力者となったニック・サブリンと共に調査を進める。ケラーマンはマイケルがリンカーンと同じフォックスリバーに収監されていることを知り、別の刑務所への移送を手配する。 |               |                                                               |                                    |                                                                              |                |           |                                 |
| 5 | 5             | "イングリッシュ、フィッツ、パーシー" "English, Fitz or Percy" | ランドール・ジスク                 | ザック・エストリン                                                           | 2005年9月19日  | 1AKJ04    | 7.96                            |
| マイケルとリンカーンのつながりを知ったケラーマンとヘイルはポープ刑務所長を脅迫して彼をフォックスリバーから移送させようとする。マイケルは仲間たちの助けを借り、イングリッシュ、フィッツ、パーシーという3つの通りから最も逃走に適した道を選ぼうとする。わざと脱獄騒ぎを起こして調べた結果、パトカーの到着が最も遅かったフィッツ通りが逃走路に決定し、またマイケルの移送はポープ所長の変心により阻止された。一方ベロニカはニックと一緒にリンカーンの無実を晴らそうとするが、証拠のテープが何者かによって消され、彼女はニックの仕業であると疑う。 |               |                                                               |                                    |                                                                              |                |           |                                 |
| 6 | 6             | "悪魔の孔 Part1" "Riots, Drills and the Devil (Part 1)"       | ロバート・マンデル                 | ニック・サントーラ                                                           | 2005年9月26日  | 1AKJ05    | 8.55                            |
| 作業が予定より遅れているため、マイケルは囚人たちを煽って暴動を起こさせて房内監禁命令が出るように仕向けるが、ティーバッグが予想以上に怒り出して大暴動に発展したために裏目に出る。さらにティーバッグと彼の捕虜になったハドソン刑務官はマイケルの房内の穴を見つけてしまい、ティーバッグは自分を脱獄計画に加えるように脅し、ハドソンを殺すよう提案する。医務室では暴動を知った囚人たちが暴れだし、サラに危機が訪れる。CCTVで強姦寸前のサラを見たマイケルは脱獄用の通路を使って彼女を助けに行く。一方でニックはリンカーン逮捕に繋がった匿名の電話の発信地がワシントンD.C.であることを突き止めてベロニカに知らせ、彼女の信頼を得る。                                                          |               |                                                               |                                    |                                                                              |                |           |                                 |
| 7 | 7             | "悪魔の孔 Part2" "Riots, Drills and the Devil (Part 2)"       | ヴァーン・ギラム                   | カリン・アッシャー                                                           | 2005年10月3日  | 1AKJ06    | 9.48                            |
| 到着したタンクレディ知事が突入を計画している頃、マイケルは医務室に到着して凶暴な囚人たちからサラを助ける。2人は囚人たちを避け、サラは外へと脱出する。スクレとアブルッチは作業を続け、排水路へと続く壁に穴を開ける。リンカーンは自分を狙ってきた殺し屋の受刑者を返り討ちにする。ハドソンは脱獄計画の事を漏らさないと誓うが、暴動鎮圧直前にティーバッグにより殺される。ベロニカとニックはワシントンD.C.で調査をしていたところ、公衆電話にかけてきた謎の人物から2人を殺すと宣言される。 |               |                                                               |                                    |                                                                              |                |           |                                 |
| 8 | 8             | "ルート66" "The Old Head"                                     | ジェイス・アレクサンダー           | モニカ・メイサー                                                             | 2005年10月24日 | 1AKJ07    | 10.12                           |
| 計画のためには刑務官の休憩室の地下を掘らなければならないと知ったマイケルは脱獄チームにチャールズ・ウエストモアランドを加えようとする。当初彼は拒否したが、ベリックが彼の飼い猫を殺すと、計画に協力して休憩室に放火する。ベロニカとニックはケラーマンとヘイルが仕掛けた爆発を運良く回避し、死亡したと思わせておく。さらにエージェントたちはLJの実母と義父を殺害し、彼の犯行であると偽装するが、逃げられる。2人のエージェントに命令を下しているのは副大統領であったことが明らかとなる。 |               |                                                               |                                    |                                                                              |                |           |                                 |
| 9 | 9             | "トゥイーナー" "Tweener"                                      | マット・アール・ビーズレイ         | ポール・シェアリング                                                         | 2005年10月31日 | 1AKJ08    | 9.01                            |
| ベロニカとニックは盗聴されている電話でケラーマンとヘイルを別の場所に誘導し、LJと合流する。マイケルはティーバッグの餌食になりかけていた新入りの若い囚人のトゥイーナーを守る。アブルッチはフィリー・ファルゾーニとの関係が悪化してベリックへの献金が滞ったため、PIの指揮権を剥奪されて脱獄計画が危ぶまれる。シーノートはマイケルの目的を探り始める。 |               |                                                               |                                    |                                                                              |                |           |                                 |
| 10 | 10            | "策士" "Sleight of Hand"                                      | ドワイト・H・リトル                | ニック・サントーラ                                                           | 2005年11月7日  | 1AKJ09    | 8.06                            |
| ベロニカ、ニック、LJの追跡任務は組織の工作員のクインが引き継いだが、ケラーマンとヘイルはそれが気に入らなかった。マイケルはアブルッチにPIの指揮権を復帰させるため、善人のフィバナッチを見放さなければならなかった。彼はフィバナッチの嘘の居所をファルゾーニに教えてカナダに行かせ、国際銃器違反と仮釈放違反での逮捕に追い込む。アブルッチはPIの指揮権を取り戻す。しかしながら新たにシーノートが脱獄チームに加わってしまう。 |               |                                                               |                                    |                                                                              |                |           |                                 |
| 11 | 11            | "7人の壁" "And Then There Were 7"                             | ジーザス・サルヴァドール・トレビノ | ザック・エストリン                                                           | 2005年11月14日 | 1AKJ10    | 9.58                            |
| 脱獄チームと刑務所職員たちはマイケルの面会に来た彼の妻の存在を知って衝撃を受ける。彼女は脱獄計画に必要なカードキー（クレジットカードに偽装）をマイケルに渡す。同じく計画に必要な特別な腕時計が刑務官のロイ・ギアリーに盗られたため、トゥイーナーに頼んで取り返してもらう。また間もなく娘が亡くなることを知ったウエストモアランドが脱獄に加わる。クインはベロニカ、ニック、LJに逃げられてしまい、ケラーマンとヘイルが復帰する。マイケルは脱獄チームの人数が多すぎることに気付き、1人減らすべきであると考える。 |               |                                                               |                                    |                                                                              |                |           |                                 |
| 12 | 12            | "邪魔者は殺せ" "Odd Man Out"                                  | ボビー・ロス                       | カリン・アッシャー                                                           | 2005年11月21日 | 1AKJ11    | 10.08                           |
| 脱獄チームは人数が多すぎるため、ティーバッグの追放を決める。しかしながら彼は刑務所外の仲間に計画を伝え、もし自分から脱獄の連絡がなかった場合には当局に通報するように言ったことをチームに話す。アブルッチは部下にティーバックの仲間を軟禁するように命じるが、誤ってその幼い息子ごと殺してしまい、罪の意識に苛まれる。当初ティーバッグを殺すつもりだったアブルッチは彼にチャンスを与え、脱獄チームを抜けるという条件で許すが、ティーバッグは隠していた刃でアブルッチの喉を切り裂く。ベロニカはヘイルから会いたいという電話を受ける。リンカーンは脱獄計画を守るために刑務官を引き止めなければならず、そのために暴力騒ぎを起こして連行される。                                              |               |                                                               |                                    |                                                                              |                |           |                                 |
| 13 | 13            | "決行!" "End of the Tunnel"                                   | サンフォード・ブックステイヴァー   | ポール・シェアリング                                                         | 2005年11月28日 | 1AKJ12    | 12.18                           |
| ベロニカはヘイルと会い、彼はテレンス・ステッドマンがまだ生きていると言う。そこへケラーマンが到着し、ヘイルがベロニカに渡そうとした証拠の書類に自分の名前も含まれていることを知ると彼を射殺する。ティーバッグに喉を切られたアブルッチは病院送りとなる。残り者たちは脱獄を主張するが、マイケルはリンカーンを置いていくことが不本意であった。マイケルは独房に閉じ込められたリンカーンに食中毒のような症状を引き起こす錠剤を飲ませ、脱獄拠点の1つである診療室に行かせる。だがその夜、腐食させておいたパイプが新しいものと交換されており、脱獄が不可能となっていたことが判明する。 |               |                                                               |                                    |                                                                              |                |           |                                 |
| 14 | 14            | "密告者" "The Rat"                                            | ケヴィン・フックス                 | マット・オルムステッド                                                       | 2006年3月20日  | 1AKJ13    | 9.28                            |
| 脱獄計画が失敗し、リンカーンの死刑執行が残り数時間に迫ると、マイケルは延期させるために電圧線をネズミに噛ませて壊すが、一足先にトゥイーナーからの密告を受けたベリックによりすぐに発見されて修理される。マイケルはサラにイリノイ州知事である父にリンカーンの事件の見直しを頼んでもらうが、彼はレイノルズ副大統領の手下であったために失敗する。夜、マイケルとベロニカは間もなく処刑されるリンカーンに別れを告げ、彼は電気椅子へと向かう。 |               |                                                               |                                    |                                                                              |                |           |                                 |
| 15 | 15            | "計画変更" "By the Skin and the Teeth"                        | フレッド・ガーヴァー               | ニック・サントーラ                                                           | 2006年3月27日  | 1AKJ14    | 10.07                           |
| リンカーンの処刑は匿名の人物からステッドマンの遺体が偽物であるという証拠が届いたために延期される。ベロニカとニックは、ステッドマンの遺体を掘り起こし、歯の治療痕を調べたが、本人のものと一致する。延期された期間を利用してマイケルは脱獄計画を再開する。新たな計画でマイケルは刑務所内のクリーニング係から借りた刑務官の制服を使って精神科棟に侵入し、診療室へのパイプを見つけ出す。だが戻る途中でマイケルは背中に火傷を負ってしまい、治療の際にサラは刑務官の制服の切れ端を傷から見つける。さらにその火傷の箇所は脱獄計画に不可欠な部分のタトゥーを消していた。 |               |                                                               |                                    |                                                                              |                |           |                                 |
| 16 | 16            | "フォックスリバーへの道" "Brother's Keeper"                   | グレッグ・ヤイタネス               | ザック・エストリン                                                           | 2006年4月3日   | 1AKJ15    | 8.10                            |
| このエピソードではマイケル投獄の3年前のメインキャラクターの人生が描かれる。メインプロットでは事件へと続いたリンカーンの信念と兄を救うと決めたマイケルの行動原理が描かれる。サラは麻薬常用者であり、スクレはマリクルースとの交際が始まった後に従兄弟の罠で逮捕され、シーノートはクウェートでの捕虜虐待を告発したせいで軍を不名誉除隊となり、ティーバッグはスーザン・ホランダーと仲良くなった後にその正体を知った彼女から通報されていた。 |               |                                                               |                                    |                                                                              |                |           |                                 |
| 17 | 17            | "J-CAT" "J-Cat"                                               | ガイ・ファーランド                 | カリン・アッシャー                                                           | 2006年4月10日  | 1AKJ16    | 8.12                            |
| 組織に関する情報を捜すニックとベロニカはクインの遺体から携帯電話を入手し、LJはケラーマンの手がかりを見つける。LJは復讐のためにケラーマンの家に押し入るが、殺す直前に到着した警察によって逮捕される。マイケルはホープから背中の火傷の詳細を聞かれて答えなかったために懲罰房に送られる。スクレは刑務官の休憩室の穴が見つかりそうになったため、夜中に1人で忍び込んで埋める。脱獄計画が漏れることはなかったものの、スクレは捕まって懲罰房に送られる。ベリックはトゥイーナーに脱獄チームの同行を探らせたが、真相を掴めなかったために彼を厄介な囚人のアボカドと同房に送る。マイケルは精神錯乱を起こしたふりをして精神科棟送りになり、かつてタトゥーを見たヘイワイヤーから協力を得ようとする。 |               |                                                               |                                    |                                                                              |                |           |                                 |
| 18 | 18            | "ブラフ" "Bluff"                                              | ジェイス・アレクサンダー           | ニック・サントーラ & カリン・アッシャー                                      | 2006年4月17日  | 1AKJ17    | 8.18                            |
| マイケルは薬を吐かせてヘイワイヤーの記憶を取り戻させようとする。すぐにヘイワイヤーは思い出し、欠けた地図を描く。一方で空室となったマイケルの房は競売に掛けられ始め、脱獄チームはそれを買えるだけの金を集めようとする。ティーバッグのテクニックとシーノートのブラフを駆使したイカサマポーカーで金を得たが、ギアリーは既により高額で房を売却していた。だがマイケルによりギアリーは窃盗を告発され、さらに火傷の犯人にもされて解雇されたため、房はマイケルのもとに戻る。LJの逮捕後、リンカーンは外部での面会を認められる。だが移送途中にリンカーンの乗った車はトラックによって追突される。                                                                                                  |               |                                                               |                                    |                                                                              |                |           |                                 |
| 19 | 19            | "鍵" "The Key"                                                | セルジオ・ミミカ＝ゲッザン         | 脚本: ザック・エストリン & マット・オルムステッド 原案: ポール・シェアリング | 2006年4月24日  | 1AKJ18    | 8.63                            |
| リンカーンは実父によって助けられ、ステッドマン殺害の濡れ衣の黒幕について聞かされる。当局とケラーマンは彼の追跡を続ける。追いついたケラーマンはリンカーンに銃を向けるが、ベリックが現れたのを見て撤退する。ベロニカはクインの携帯電話を調べ、モンタナ州ブラックフットの住所を特定する。マイケルは脱獄計画を終わらせるために診療室の鍵を必要としたがサラから盗めず、ニカに助けを求める。マイケルは鍵を手に入れるが、気付いたサラは新しいものと取り替える。トゥイーナーは休憩室の穴のことを知り、ベリックに密告する。 |               |                                                               |                                    |                                                                              |                |           |                                 |
| 20 | 20            | "トゥナイト" "Tonight"                                        | ボビー・ロス                       | ザック・エストリン                                                           | 2006年5月1日   | 1AKJ19    | 8.54                            |
| 穴を発見したベリックはウエストモアランドによって気絶させられ、その過程でウエストモアランドは負傷する。これによりチームは急遽、今夜中の脱出を余儀なくされる。代案を練る時間がないのでマイケルはサラに脱獄のことを伝え、わざとドアの鍵を開けたままにするように頼む。トゥイーナーは脱獄チームに参加する。ベロニカはブラックフットに行こうとするが、ニックに銃を突きつけられて止められる。マイケルはリンカーンを連れ出すためにポープの協力が必要なため、わざとタージ・マハルの模型を壊れるように細工して部屋に呼ばれるように仕向け、ナイフで彼を脅す。 |               |                                                               |                                    |                                                                              |                |           |                                 |
| 21 | 21            | "壁の向こうへ…" "Go"                                          | ディーン・ホワイト                 | マット・オルムステッド                                                       | 2006年5月8日   | 1AKJ20    | 9.13                            |
| マイケルはポープにリンカーンを懲罰房から診療室に移させるように命令させた後、彼を閉じ込める。ニックはベロニカを拉致せずにブラックフットに行かせた。しかしながらニックは自宅に戻ったところ、待ち構えていたアブルッチの手下によって父親共々殺される。マイケルたちはティアタイム中にマイケルの房のから脱獄を始める。抜け穴を通って彼らは精神病者を装って精神科棟へ侵入し、そこからさらに診療室へと潜り込む。その最中にヘイワイヤーも脱獄に加わり、一方でウエストモアランドは怪我のために脱落し、マイケルたちに隠し金の500万ドルの在り処を教える。マイケル、リンカーン、アブルッチ、ヘイワイヤ、シーノート、ティーバッグ、トゥイーナー、スクレがフォックスリバーの外へ脱出する。             |               |                                                               |                                    |                                                                              |                |           |                                 |
| 22 | 22            | "脱出!" "Flight"                                              | ケヴィン・フックス                 | ポール・シェアリング                                                         | 2006年5月15日  | 1AKJ21    | 10.24                           |
| 壁の外へ出たマイケル、リンカーン、他6人は逃亡を開始し、当局はそれを追いかける。レイノルズは組織からの支援を失ったが、大統領を暗殺してその地位を引き継ぎ、復権する。ベロニカはモンタナ州に到着し、生きていたテレンス・ステッドマンと会う。ヘイワイヤーとトゥイーナーはチームから追い出され、他の6人はアブルッチの用意したバンに乗り、彼からの報復を恐れたティーバッグはマイケルと手錠で繋がることで安全を確保する。リンカーンたちは手錠の切断を試みるが失敗したため、アブルッチはティーバッグの手首を切断して追い出す。アブルッチの手配した飛行機は空港が警察に包囲され始めたために5人を乗ぜずに飛び去ってしまう。                                                                       |               |                                                               |                                    |                                                                              |                |           |                                 |

## ホームメディア
| Prison Break: The Complete First Season | | | | | |
| セット詳細 | セット詳細 | セット詳細 | 特典 | 特典 | 特典 |
| - 全22話 - 6枚組 - アスペクト比 1.78:1 - 字幕: 英語、スペイン語、フランス語 - 英語 (ドルビーデジタル5.1サラウンド) オーディオコメンタリー - "Pilot" - "Cute Poison" - "Riots, Drills and the Devil, Part 1" - "Riots, Drills and the Devil, Part 2" - "Odd Man Out" - "Brother's Keeper" | - 全22話 - 6枚組 - アスペクト比 1.78:1 - 字幕: 英語、スペイン語、フランス語 - 英語 (ドルビーデジタル5.1サラウンド) オーディオコメンタリー - "Pilot" - "Cute Poison" - "Riots, Drills and the Devil, Part 1" - "Riots, Drills and the Devil, Part 2" - "Odd Man Out" - "Brother's Keeper" | - 全22話 - 6枚組 - アスペクト比 1.78:1 - 字幕: 英語、スペイン語、フランス語 - 英語 (ドルビーデジタル5.1サラウンド) オーディオコメンタリー - "Pilot" - "Cute Poison" - "Riots, Drills and the Devil, Part 1" - "Riots, Drills and the Devil, Part 2" - "Odd Man Out" - "Brother's Keeper" | - 削除された場面 - The Making of Prison Break - If These Walls Could Speak: Profile of the Joliet Correctional Center featurette - Beyond the Ink tattoo featurette - Fox Movie Channel Presents Making a Scene - テレビスポット | - 削除された場面 - The Making of Prison Break - If These Walls Could Speak: Profile of the Joliet Correctional Center featurette - Beyond the Ink tattoo featurette - Fox Movie Channel Presents Making a Scene - テレビスポット | - 削除された場面 - The Making of Prison Break - If These Walls Could Speak: Profile of the Joliet Correctional Center featurette - Beyond the Ink tattoo featurette - Fox Movie Channel Presents Making a Scene - テレビスポット |
| 発売日 | | | | | |
| アメリカ合衆国 カナダ | アメリカ合衆国 カナダ | イギリス | イギリス | オーストラリア ニュージーランド | オーストラリア ニュージーランド |
| 2006年8月8日 | 2006年8月8日 | 2006年9月18日 | 2006年9月18日 | 2006年9月12日 | 2006年9月12日 |